# Pawłowy Grzbiet

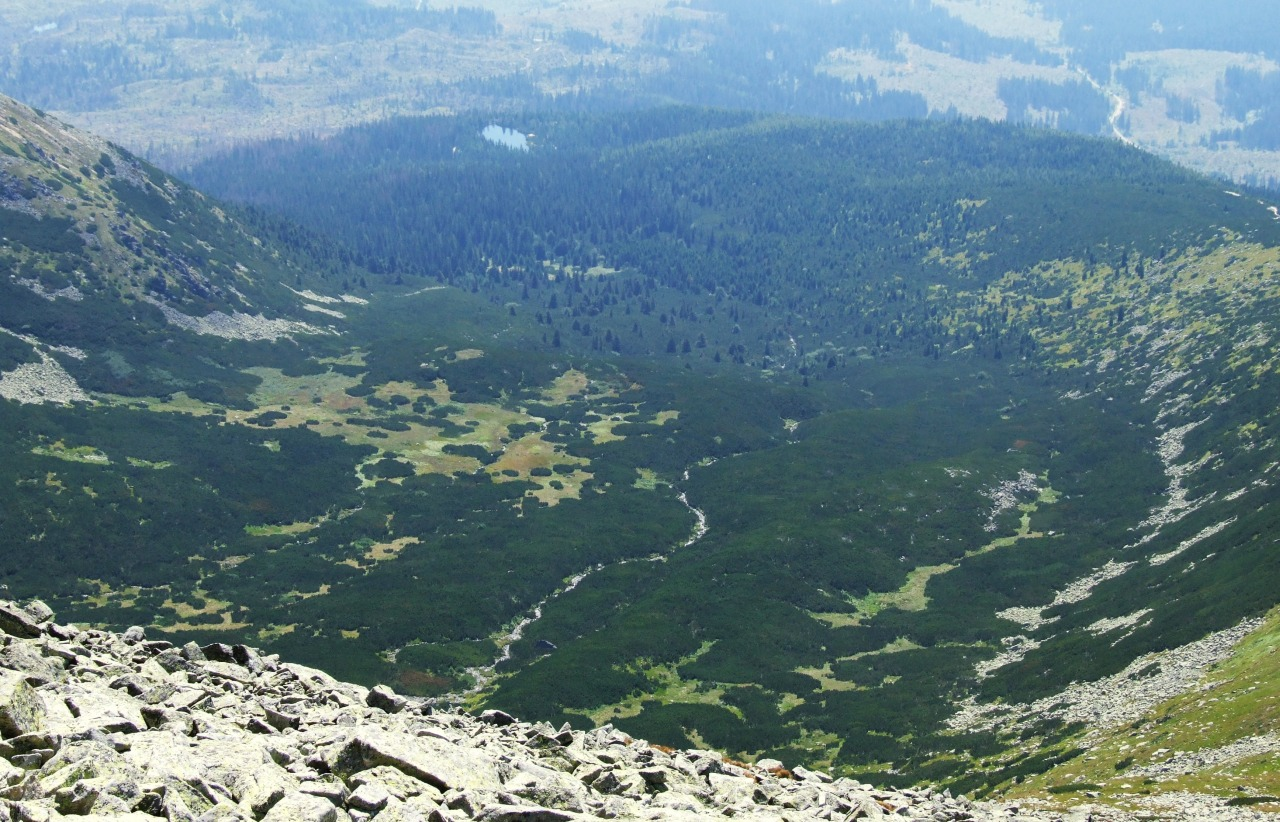
Dolna część Doliny Ważeckiej i z prawej strony Pawłowy Grzbiet

Pawłowy Grzbiet (słow. Pavlov chrbát, Nad Pavlovou, niem. Pavlovarücken, węg. Pavlova-hát) – południowa grań Krywania w słowackich Tatrach Wysokich. Nazwa pochodzi od zarośniętej już Pawłowej Polany, nad którą wznosi się ten grzbiet, czasami nazywany także Grzbietem nad Pawłową lub Nad Pawłową. Używana w niektórych opracowaniach nazwa Pawłów Grzbiet jest błędna. Pawłowy Grzbiet oddziela Dolinę Ważecką od Wielkiego Żlebu Krywańskiego.
Według niektórych opracowań Pawłowy Grzbiet ciągnie się od Krywańskiej Przełączki i wyróżnia się w nim kolejno:
- Krywańska Przełączka (Daxnerovo sedlo) o trzech siodłach:
  - Zadnia Krywańska Przełączka (Zadné Daxnerovo sedlo),
  - Pośrednia Krywańska Przełączka (Prostredné Daxnerovo sedlo),
  - Skrajna Krywańska Przełączka (Predné Daxnerovo sedlo),
- Mały Krywań (Malý Kriváň),
- Nad Pawłową (Nad Pavlovou).

Według Wielkiej encyklopedii tatrzańskiej Pawłowy Grzbiet rozpoczyna się dopiero poniżej stoków Małego Krywania, od wysokości około 2000 m i opada do wysokości około 1400 m n.p.m. Poniżej Pawłowego Grzbietu ciągnie się wielki kompleks moren zwanych Jamami.

## Szlaki turystyczne
– niebieski szlak od Rozdroża przy Jamskim Stawie przez Pawłowy Grzbiet i Rozdroże pod Krywaniem na Krywań. Czas przejścia 3:45 h, ↓ 2:50 h.